# Chùa Hang (Định Hóa)
Chùa Hang thuộc tổ dân phố Núi, thị trấn Chợ Chu, huyện Định Hóa, tỉnh Thái Nguyên, Việt Nam.
Đây là một quần thể gồm: Hang Trên, miếu Mẫu, nhà Tam quan, Hang Dưới. Trong hang có nhiều nhũ đá với hình dáng đa dạng. Điểm độc đáo của hang là bên trong có nhiều điểm nước chảy lâu ngày tạo nên những "ruộng cô tiên", bàn thờ Phật, một tấm bia cổ thời Nguyễn và một quả chuông cổ. Di tích Chùa Hang còn gắn với sự kiện lịch sử, là nơi Hồ Chí Minh từng ở và làm việc trong thời kỳ kháng chiến chống thực dân Pháp. Hằng năm lễ hội Chùa Hang được tổ chức vào ngày 14/15 tháng giêng âm lịch, thu hút khách du lịch đến dâng hương tham quan và vãn cảnh chùa.